# Людовизи, Людовико
Людовико Людовизи (итал. Ludovico Ludovisi; 27 октября 1595, Болонья, Папская область — 18 ноября 1632, там же) — итальянский куриальный кардинал, кардинал-племянник (с 1621 года) из рода Людовизи. Камерленго Святой Римской Церкви с 17 марта 1621 по 7 июня 1623. Архиепископ Болоньи с 29 марта 1621 по 18 ноября 1632. Префект Сигнатуры Апостольских бреве, с 16 марта по 12 ноября 1622. Префект Священной Конгрегации Пропаганды Веры с 12 ноября 1622 по 18 ноября 1632. Вице-канцлер Святой Римской Церкви и соммиста апостольских писем с 7 июня 1623 по 18 ноября 1632. Кардинал-священник с 15 февраля 1621, с титулом церкви Санта-Мария-ин-Траспонтина с 17 марта 1621 по 7 июня 1623. Кардинал-священник с титулом церкви Сан-Лоренцо-ин-Дамазо с 7 июня 1623. Известен как покровитель искусств, усилиями которого была собрана знаменитая коллекция древностей, долгое время украшавшая виллу Людовизи в Риме.

## Ранние годы и образование
Сын Орацио Людовизи и Лавинии Альбергати. Племянник Папы Григория XV (1621-1623), а также кузен кардинала Никколо Альбергати Людовизи (1645). Следуя по стопам своего дяди Алессандро, он стал иезуитом и поступил в Collegio Teutonico. Позже учился в университете Болоньи, где получил докторскую степень в области канонического права 25 февраля 1615 года. В 1616 году он стал главой соборного капитула кафедрального собора Болоньи, в 1619 году переехал в Рим, где служил на ряде должностей в Апостольской канцелярии.

## Кардинал-племянник
После того как Конклав избрал Папой Алессандро Людовизи, принявшего имя Григория XV, Людовико 15 февраля 1621 года был возведён в сан кардинала, хотя ему было всего 26 лет. Через чуть более чем месяц, 29 марта, он стал архиепископом Болоньи, но остался в Риме, чтобы помогать своему дяде в управлении Папской областью. В 1621 году отец Людовико, Орацио, стал командиром папских войск.
Людовико направлялся в качестве папского легата в Фермо (1621 год) и Авиньон (1621—1623). Служил в качестве Камерленго (17 марта 1621 — 7 июня 1623). С 16 марта 1622 года был префектом Сигнатуры Апостольских бреве, с 17 ноября того же года и до конца жизни — главой Конгреграции Пропаганды Веры, с 7 июня 1623 года — вице-канцлером Святой римской Церкви (1623—1632). В августе 1623 года Людовици участвовал в Конклаве, избравшем папой Урбана VIII, но по причине конфликта с новым папой был вынужден оставить Рим, также со 2 октября 1623 года ушёл в отставку с должности легата в Авиньоне. Умер в родном городе в возрасте 37 лет. Был похоронен, согласно своему завещанию, в церкви Сант-Иньяцио в Риме.

## Меценат
Людовико Людовизи был известен как крупный меценат, покровитель искусств и коллекционер. Его усилиями в Риме были построены палаццо Монтечиторио и Вилла Людовизи, где хранились такие художественные сокровища, как саркофаг Людовизи, трон Людовизи, античные статуи «Арес Людовизи», «Орест и Пилад» и «Умирающий галл». В 1901 году итальянское государство приобрело коллекцию Виллы Людовизи и присоединило её к собранию Национального римского музея (итал. Museo Nazionale Romano). С 1990 года коллекция Людовизи размещается в родовом Палаццо Альтемпс в центре Рима.